# Bolesław Barcz

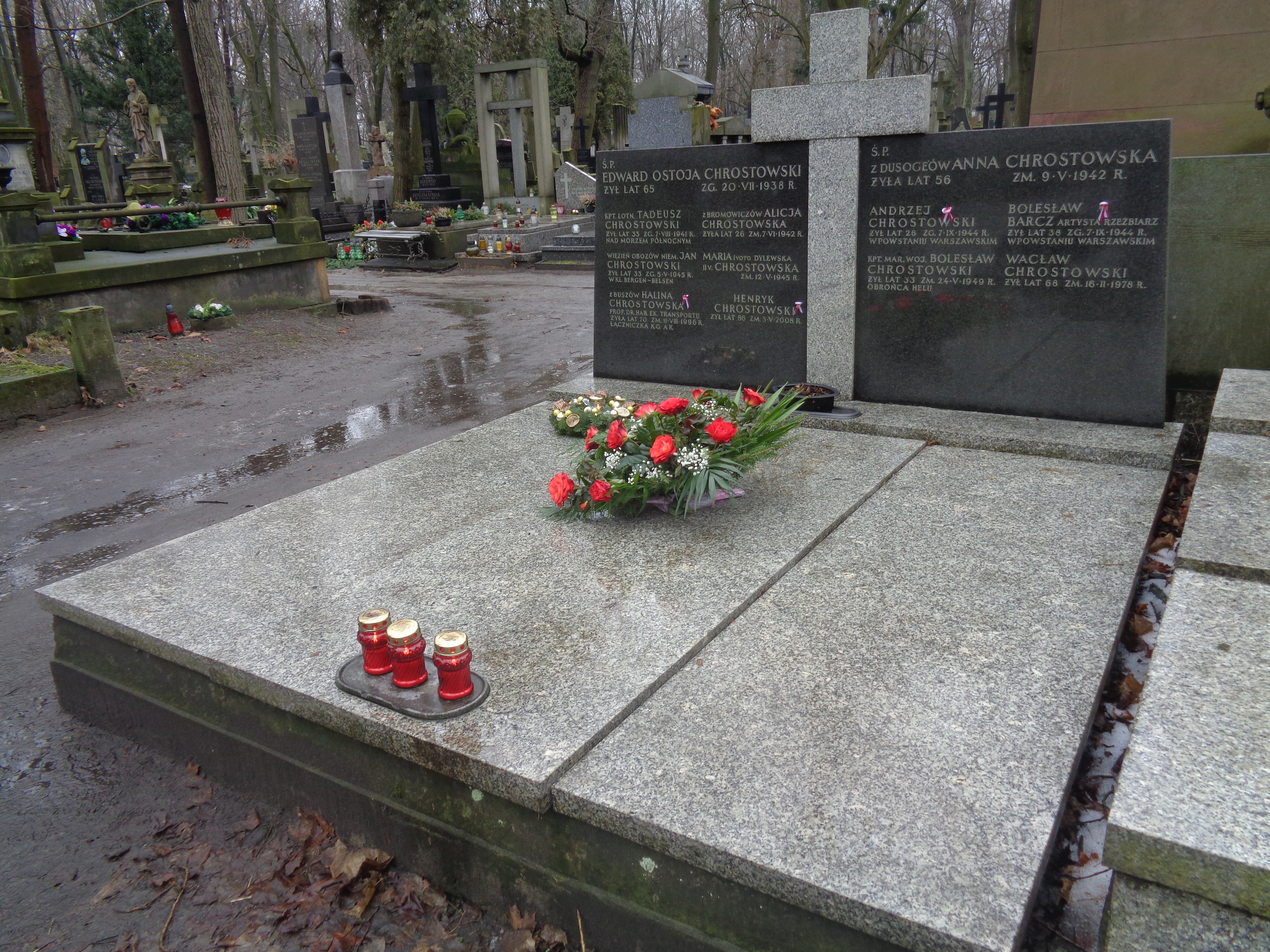
Grób Bolesława Barcza na cmentarzu Powązkowskim

Bolesław Barcz (ur. 7 września 1906 we wsi Ruda-Huta, zm. 7 września 1944 w Warszawie) – polski grafik, rzeźbiarz i wydawca, Współwłaściciel Atelier Girs-Barcz oraz Oficyny Warszawskiej.
Kształcił się m.in. w warszawskiej Szkole Sztuk Pięknych, gdzie znalazł się w gronie uczniów prof. Tadeusza Breyera.
Był współautorem (wraz z Anatolem Girsem) czcionki Militari oraz wielu opracowań graficznych (m.in. „Ilustrowany Album Legionów Polskich 1914-1918”, „Lotnictwo w Polsce”, „Polska lotnicza”). Zginął w powstaniu warszawskim. Jego grób znajduje się na cmentarzu Powązkowskim w Warszawie (kwatera 94-6-1,2).